# Liste der Naturschutzgebiete im Kreis Düren
Die Liste der Naturschutzgebiete im Kreis Düren enthält die Naturschutzgebiete des Landkreises Kreis Düren in Nordrhein-Westfalen.

## Liste
| Schlüsselnr. | Gemeinde              | Gebietsname                                                                                        | Fläche in ha | Bild           |  |
| ------------ | --------------------- | -------------------------------------------------------------------------------------------------- | ------------ | -------------- |  |
| DN-001       | Jülich, Linnich       | Kellenberger Kamp                                                                                  | 24,6030      | weitere Bilder |  |
| DN-002       | Nideggen              | Buntsandsteinfelsen bei Blens                                                                      | 14,1002      |                |  |
| DN-003       | Nideggen              | Muschelkalkkuppen mit Neffelbach und Wattlingsgraben nördlich Wollersheim                          | 141,1336     |                |  |
| DN-004       | Inden, Jülich         | Rurauenwald-Indemündung                                                                            | 87,7251      | weitere Bilder |  |
| DN-005       | Inden                 | Lucherberger See                                                                                   | 65,3608      |                |  |
| DN-006       | Jülich                | Prinzwingert                                                                                       | 14,6901      | weitere Bilder |  |
| DN-007       | Nideggen              | Biesberg / Großenberg / Muldenauer Bachtal                                                         | 25,1175      |                |  |
| DN-008       | Kreuzau, Vettweiß     | Drover Heide (LP Vettweiss)                                                                        | 578,7959     |                |  |
| DN-009       | Vettweiß              | Ginnicker Bruch                                                                                    | 11,0813      |                |  |
| DN-010       | Vettweiß              | Sievernicher Aue                                                                                   | 4,3113       |                |  |
| DN-011       | Vettweiß              | Rengershauser Mühle                                                                                | 2,3229       |                |  |
| DN-012       | Vettweiß              | Mersheimer Bruch                                                                                   | 7,5708       |                |  |
| DN-013       | Heimbach              | Buntsandsteinfelsen im Rurtal zwischen Heimbach und Kreuzau                                        | 10,1003      |                |  |
| DN-014       | Düren                 | Teilbereiche der Ruraue im Stadtgebiet Düren                                                       | 103,6418     |                |  |
| DN-015       | Jülich, Linnich       | Rurmäander zwischen Floßdorf und Broich                                                            | 172,2894     | weitere Bilder |  |
| DN-016       | Jülich                | Schloss Kellenberg                                                                                 | 19,5165      | weitere Bilder |  |
| DN-017       | Inden                 | Pierer Wald                                                                                        | 47,7199      |                |  |
| DN-018       | Linnich               | Gillenbusch                                                                                        | 4,5637       | weitere Bilder |  |
| DN-019       | Linnich               | Müllermeisters Pöl                                                                                 | 0,9531       |                |  |
| DN-020       | Linnich               | Quellteiche bei Linnich                                                                            | 19,1122      | weitere Bilder |  |
| DN-021       | Jülich                | Pellini-Weiher                                                                                     | 4,0257       | weitere Bilder |  |
| DN-022       | Jülich                | Langenbroich-Stetternicher Wald                                                                    | 111,5941     | weitere Bilder |  |
| DN-023       | Jülich                | Ehemaliges Eisenbahn-Ausbesserungswerk Jülich-Süd                                                  | 10,6661      | weitere Bilder |  |
| DN-024       | Jülich                | Haus Overbach-Nord                                                                                 | 5,3555       | weitere Bilder |  |
| DN-025       | Jülich                | Haus Overbach-Ost                                                                                  | 4,8853       | weitere Bilder |  |
| DN-026       | Hürtgenwald           | Kalltal und Nebentäler von Kallbrück bis Zerkall                                                   | 498,9047     |                |  |
| DN-027       | Heimbach              | Heimbachtal mit Nebentälern                                                                        | 37,7160      |                |  |
| DN-029       | Kreuzau               | Boicher Bachtal und Bruchbachtal                                                                   | 35,4300      |                |  |
| DN-030K2     | Nideggen              | Neffelbachtal bei Embken (DN)                                                                      | 48,2821      |                |  |
| DN-031       | Düren                 | Vorbahnhofsgelände Düren                                                                           | 12,3423      |                |  |
| DN-035       | Hürtgenwald           | Wehebachtalsystem mit Nebenbächen                                                                  | 303,80       |                |  |
| DN-036       | Düren, Hürtgenwald    | Bergehalde Beythal                                                                                 | 56,8522      |                |  |
| DN-037       | Heimbach, Hürtgenwald | Rurtal von der Staumauer Heimbach bis Stadtgrenze nördlich Blens                                   | 88,7928      |                |  |
| DN-038       | Düren                 | Burgauer Wald                                                                                      | 46,0979      |                |  |
| DN-039       | Heimbach              | Vlattener Bachtal und Lützenberghang                                                               | 46,6113      |                |  |
| DN-040       | Hürtgenwald           | Mündungsbereich Staubecken Obermaubach                                                             | 10,8687      |                |  |
| DN-041       | Heimbach              | Kermeter (siehe Kermeter)                                                                          | 1349,9012    |                |  |
| DN-042       | Heimbach              | Meuchelberg und südexponierte Hänge am Staubecken Heimbach (siehe Meuchelberg)                     | 58,3249      |                |  |
| DN-043       | Nideggen              | Am Wildenberg bei Hetzingen                                                                        | 4,4120       |                |  |
| DN-044       | Nideggen              | Schlehbachtal mit Kaldenbach                                                                       | 21,3926      |                |  |
| DN-045       | Nideggen              | Tiefsbachtal                                                                                       | 5,1605       |                |  |
| DN-046       | Nideggen              | Kalltal und Nebentäler                                                                             | 136,5868     |                |  |
| DN-047       | Nideggen              | Magerwiesen „Im Alten Berg“                                                                        | 8,0127       |                |  |
| DN-048       | Nideggen              | Quellgebiet des Lederbaches                                                                        | 1,0419       |                |  |
| DN-049       | Kreuzau               | Rurtal bei Kreuzau                                                                                 | 71,2308      |                |  |
| DN-050       | Kreuzau               | Im Kreuzberg                                                                                       | 6,3379       |                |  |
| DN-051       | Kreuzau               | Kutzgraben                                                                                         | 16,6748      |                |  |
| DN-052       | Kreuzau               | Prontzgraben                                                                                       | 20,4419      |                |  |
| DN-053       | Kreuzau               | Blauer See                                                                                         | 5,0317       |                |  |
| DN-054       | Kreuzau               | Ehemaliges Bergwerksgelände Langenbroicher Heide                                                   | 18,5881      |                |  |
| DN-055       | Kreuzau               | Rinnebachtal mit Nebenbächen                                                                       | 15,2708      |                |  |
| DN-057       | Kreuzau, Vettweiß     | Drover Heide (LP Kreuzau Nideggen)                                                                 | 88,7502      |                |  |
| DN-058       | Jülich                | Lindenberger Wald                                                                                  | 104,2021     |                |  |
| DN-059       | Jülich                | Rur in Jülich                                                                                      | 4,9807       |                |  |
| DN-060       | Nideggen              | Rurtal von Abenden bis zum Einmündungsbereich der Rur ins Staubecken Obermaubach                   | 128,6739     |                |  |
| DN-061       | Kreuzau, Nideggen     | Buntsandsteinfelsen im Rurtal von Untermaubach bis Abenden                                         | 293,5540     | weitere Bilder |  |
| DN-062       | Hürtgenwald, Kreuzau  | Staubecken Obermaubach einschließlich Einmündungsbereich der Rur                                   | 55,4669      |                |  |
| DN-063       | Hürtgenwald           | Wollebachsystem                                                                                    | 38,92        |                |  |
| DN-064       | Hürtgenwald           | Ehemaliges Bergwerksgelände „Langenbroicher Heide“                                                 | 4,20         |                |  |
| DN-065       | Hürtgenwald           | Geybach                                                                                            | 14,86        |                |  |
| DN-066       | Hürtgenwald           | Teilflächen im Hürtgenwald mit Schieferbergbauflächen von der Roten Wehe bis zum Gürzenicher Bruch | 416,35       |                |  |
| DN-067       | Hürtgenwald           | Rinnebachtal                                                                                       | 26,75        |                |  |
| DN-068       | Hürtgenwald           | Todtenbruch                                                                                        | 71,4         |                |  |
| DN-069       | Hürtgenwald           | Peterbachquellgebiet                                                                               | 13,02        |                |  |
| DN-070       | Heimbach              | Odenbachtal                                                                                        | 11,41        |                |  |
| DN-071       | Heimbach              | Oberes Schluchtbachtal                                                                             | 8,02         |                |  |
| DN-072       | Heimbach              | Kalkberg                                                                                           | 10,90        |                |  |
| DN-073       | Heimbach              | Staubecken Heimbach                                                                                | 44,71        | weitere Bilder |  |
| DN-074       | Heimbach              | Herbstbach / Steinbach                                                                             | 8,22         |                |  |
| DN-075       | Hürtgenwald           | Ruraue bei Zerkall                                                                                 | 4,93         |                |  |
| DN-076       | Langerwehe            | Wehebach                                                                                           | 61,29        |                |  |
| DN-077       | Langerwehe            | Teilflächen und Gewässerstrukturen im Meroder und Laufenburger Wald                                | 266,91       |                |  |
| DN-078       | Langerwehe            | Halde und Abgrabung östlich Schönthal                                                              | 6,53         |                |  |
| DN-079       | Langerwehe            | Omerbach                                                                                           | 4,08         |                |  |
| DN-080       | Linnich               | Merzbach zwischen Welz und Mündung Freialdenhovener Fließ                                          | 33,70        |                |  |
| DN-081       | Aldenhoven            | Feuchtbiotopkomplex „Bocksbart“ am Freialdenhovener Fließ                                          | 7,61         |                |  |
| DN-082       | Aldenhoven            | Bergsenkungsgebiet Bettendorfer Fließ                                                              | 13,38        |                |  |
| DN-083       | Aldenhoven            | Schlangengraben                                                                                    | 45,21        |                |  |